# ساتنیک ماتینیان-آرغوتیان
ساتنیک ماتینیان-آرغوتیان (ارمنی: Սաթենիկ Մատինեան-Արղութեան؛ انگلیسی: Satenik Matinian-Arghituan؛ زادهٔ ۲۴ سپتامبر ۱۸۷۴ - درگذشته ۱۲ دسامبر ۱۹۳۰) یک آموزگار و انقلابی اهل ارمنستان بود

## زندگی‌نامه
در ۲۴ سپتامبر ۱۸۷۴ در آلکساندراپول به دنیا آمد. ماتینیان-آرغوتیان در نوجوانی درگیر جنبش انقلابی ارمنی شد. او به عنوان آموزگار در تفلیس کار می‌کرد. در اوایل دهه ۱۸۹۰، ماتینیان-آرغوتیان از قفقاز به تبریز نقل مکان کرد و به تدریس و کارهای انقلابی ادامه داد. وی از اعضای اولیه سازمانی بود که بعدها به فدراسیون انقلابی ارمنی (ARF) شناخته شد وی رهبر انجمن نیکوکاری زنان ارمنی تبریز (Tabriz Armenian Women's Benevolent Society) نیز بود. او یکی از فعال‌ترین انقلابیون بود و مورد احترام دیگر فعالان قرار داشت، و مردان ارمنی محلی را تشویق می‌کرد که به همسرانشان اجازه دهند به سازمان‌های انقلابی زنان بپیوندند. خواهرش ناتالیا ماتینیان نیز در جنبش انقلابی مشارکت داشت و مأموریت‌های مخفی انجام می‌داد. او با هوسپ آرغوتیان، انقلابی ارمنی، که سفیر اولین جمهوری ارمنستان در ایران شد، ازدواج کرد. وی در ۱۲ دسامبر ۱۹۳۰ در سن ۵۶ سالگی در پاریس درگذشت.